# North Persia Force
La North Persia Force était une force militaire britannique qui a opéré dans le nord de la Perse de 1918 à 1919.

## Composition
La force était une grande brigade qui se composait de:
- 1er bataillon, Royal Irish Fusiliers
- 1er bataillon, 42e régiment Deoli
- 122e d'infanterie Rajputana
- 1er bataillon, 2e Gurkha Rifles
- Guides Cavalry (en)
- A Battery (The Chestnut Troop) Royal Horse Artillery
- 30e escadron de la RAF
- 15e batterie de moteur blindée légère
- 31ee batterie de l'armée indienne britannique
- 48e compagnie des transmissions divisionnaires
- 19e compagnie 3e Bombay Engineer Group (en)
- Renforts envoyés de Mésopotamie :
  - 1er bataillon, Royal Berkshire Regiment
  - 2e bataillon, York and Lancaster Regiment (en)
  - 2 pelotons du 1er bataillon, 67e Punjabis étaient basés à Tabriz

La force était commandée par le général de brigade Hugh Bateman-Champain (en) qui était basé à Kasvin.